# القرية المنسية (فلم مغربي)
القرية المنسية هو فيلم تلفزي مغربي من إخراج مصطفى مضمون سنة 2018، وبطولة كل من ربيع القاطي، محمد خيي، هدى صدقي، وآخرون.
يتناول الفيلم مشكلة البطالة عند أوساط الشباب وعلاقتها بحلم الهجرة الذي يراودهم، من أجل تحسين ظروف المعيشة، والبحث عن آفاق جديدة لتطوير الذات.

## القصة
تدور قصة الفيلم حول 3 شبان يريدون خوض مغامرة عن طريق السفر والهجرة باتجاه العاصمة السنغالية دكار، كل حسب الهدف الذي يريد تحقيقه، والذي يختلف ما بين الرغبة في إيجاد عمل، محاولة للهروب من الظروف التي يعيشها، فضلًا عن السعي وراء اكتشاف أشياء وأنماط أخرى للعيش في الدولة الأفريقية التي تشكل مقصدهم.

## الممثلون
- ربيع القاطي
- محمد خيي
- هدى صدقي
- مجيد لكرون
- جميلة شارق
- خالد غانم،[3]